# نيلس فيشر
نيلس فيشر (بالألمانية: Nils Fischer)‏ (14 فبراير 1987 بيلفلد ألمانيا - ) هو لاعب كرة قدم ألماني يلعب كلاعب وسط.

## روابط خارجية
- نيلس فيشر على موقع قاعدة بيانات كرة القدم.إي يو (الإنجليزية)
- نيلس فيشر على موقع بيانات كرة القدم. دي إي (الألمانية)
- نيلس فيشر على موقع عالم كرة القدم.نت (الإنجليزية)